# Feijão de Corda
"Feijão de Corda" é uma canção da artista musical brasileira Daniela Mercury, gravada para seu quarto álbum de estúdio, Feijão com Arroz (1996).

## Antecedentes e composição
De acordo com o compositor da canção, o baterista Ramon Cruz, disse que mostrou à artista o refrão da canção e que ela o pediu que a concluísse. Ela então foi produzida pela própria cantora, em conjunto com Tony Mola e Letieres Leite. A canção é descrita como "um samba de roda numa sonoridade tipicamente nordestina" que deriva da sonoridade dos pífaros de Letieres, pelo flautista da orquestra sinfônica da Bahia, Tota Portela, e pelo acordeom de Cicinho. A percussão, também bastante presente na canção, bem como o violão de doze cordas, reflete a temática da letra numa analogia do feijão de corda e feira, com o amor.

## Recepção da crítica
A jornalista Camille Paglia, escrevendo para a revista Salon, disse que "Feijão de Corda" era uma linda canção.

## Vídeo musical
O vídeo musical acompanhante de "Feijão de Corda" foi dirigido por Gringo Cardia, com figurinos de Alexandre Herchcovitch e coreografia de Deborah Colker. Foi gravado em meados de dezembro de 1997 num cais abandonado do Rio de Janeiro, e lançado em janeiro de 1998, e orçado em R$ 60 mil. Sobre a coreografia elaborada por Colker, Mercury disse: "São elementos que não conheço tanto. Deborah deu uma interpretação nova, irreverente, coloquial para essa música repleta de elementos nordestinos".
O clipe mistura elementos urbanos ao universo nordestino das festas populares. "É como se fosse um ensaio de um espetáculo de dança", disse o diretor Gringo Cardia. O diretor buscou inspiração na tela de Di Cavalcanti "As Mulatas" para elaborar o vídeo. Praticamente monocromático no início, o clipe apresentará uma explosão de cores no final. "Tem muitas frutas e colorido, como nas feiras e festas populares nordestinas".
No último dia, Deborah Colker não conseguiu chegar a tempo para a gravação. Chegou-se a pensar em adiar as filmagens, mas a cantora insistiu e a gravação foi terminada. No início do vídeo, a cantora aparece dançando sozinha. Depois, no que seria uma espécie de ensaio geral, ela dança acompanhada por 20 mulheres.